# Переписна область №17 (Манітоба)
Переписна область №17 (англ. Division No. 17) — переписна область в Канаді, у провінції Манітоба.

## Населення
За даними перепису 2016 року, переписна область нараховувала 22205 жителів, показавши скорочення на 0%, порівняно з 2011-м роком. Середня густина населення становила 1,6 осіб/км².
З офіційних мов обидвома одночасно володіли 1 445 жителів, тільки англійською — 20 240, тільки французькою — 10, а 45 — жодною з них. Усього 2,565 осіб вважали рідною мовою не одну з офіційних, з них 495 — одну з корінних мов, а 1,325 — українську.
Працездатне населення становило 58,7% усього населення, рівень безробіття — 7% (9,2% серед чоловіків та 4,6% серед жінок). 78,9% були найманими працівниками, 19,7% — самозайнятими.
Середній дохід на особу становив $36 591 (медіана $29 319), при цьому для чоловіків — $40 441, а для жінок $33 014 (медіани — $33 052 та $26 864 відповідно).
28,1% мешканців мали закінчену шкільну освіту, не мали закінченої шкільної освіти — 31,8%, 40,1% мали післяшкільну освіту, з яких 24,9% мали диплом бакалавра, або вищий, 25 осіб мали вчений ступінь.
| Статево-вікова структура населення | Статево-вікова структура населення | Статево-вікова структура населення | Статево-вікова структура населення | Статево-вікова структура населення |
| ---------------------------------- | ---------------------------------- | ---------------------------------- | ---------------------------------- | ---------------------------------- |
|                                    |                                    |                                    |                                    |                                    |
| Всього                             | Всього                             | 48,0%52,0%                         |                                    |                                    |
| 0 — 14 років                       | 0 — 14 років                       |                                    | 18%                                | 18%                                |
| 15 — 64 років                      | 15 — 64 років                      |                                    | 57,6%                              | 57,6%                              |
| 65 і більше                        | 65 і більше                        |                                    | 24,4%                              | 24,4%                              |
| 85 і більше                        | 85 і більше                        |                                    | 3,9%                               | 3,9%                               |
| 100 і більше                       | 100 і більше                       |                                    | 0,1%                               | 0,1%                               |
| Середній вік (років)               | Середній вік (років)               | 43,145,1                           | 44,1                               | 44,1                               |
| Медіана (років)                    | Медіана (років)                    | 45,347,5                           | 46,5                               | 46,5                               |
| — чоловіки — жінки                 |                                    |                                    |                                    |                                    |

| Походження мешканців:     | Походження мешканців:     | Походження мешканців: | Походження мешканців: | Походження мешканців: |
| ------------------------- | ------------------------- | --------------------- | --------------------- | --------------------- |
| Походження                |                           |                       | осіб                  | %                     |
| Корінні американці        | Корінні американці        |                       | 5 885                 | 27.71%                |
| Інше північноамериканське | Інше північноамериканське |                       | 4 710                 | 22.18%                |
| Європейське               | Європейське               |                       | 15 690                | 73.89%                |
| британське                | британське                |                       | 7 805                 | 36.76%                |
| французьке                | французьке                |                       | 3 290                 | 15.49%                |
| українське                | українське                |                       | 6 495                 | 30.59%                |
| Карибське                 | Карибське                 |                       | 10                    | 0.05%                 |
| Латинськоамериканське     | Латинськоамериканське     |                       | 40                    | 0.19%                 |
| Африканське               | Африканське               |                       | 50                    | 0.24%                 |
| Азійське                  | Азійське                  |                       | 385                   | 1.81%                 |
| Океанійське               | Океанійське               |                       | 35                    | 0.16%                 |

| Зайнятість населення за галузями (за класифікацією NOC): | Зайнятість населення за галузями (за класифікацією NOC): | Зайнятість населення за галузями (за класифікацією NOC): | Зайнятість населення за галузями (за класифікацією NOC): | Зайнятість населення за галузями (за класифікацією NOC): |
| -------------------------------------------------------- | -------------------------------------------------------- | -------------------------------------------------------- | -------------------------------------------------------- | -------------------------------------------------------- |
|                                                          |                                                          |                                                          |                                                          |                                                          |
| Управління                                               | Управління                                               |                                                          | 17,3%                                                    | 17,3%                                                    |
| Бізнес, фінанси та адміністрування                       | Бізнес, фінанси та адміністрування                       |                                                          | 11,4%                                                    | 11,4%                                                    |
| Природничі та прикладні науки                            | Природничі та прикладні науки                            |                                                          | 2,4%                                                     | 2,4%                                                     |
| Охорона здоров'я                                         | Охорона здоров'я                                         |                                                          | 9,7%                                                     | 9,7%                                                     |
| Освіта, правозахист, муніципальні та урядові служби      | Освіта, правозахист, муніципальні та урядові служби      |                                                          | 14,3%                                                    | 14,3%                                                    |
| Мистецтво, культура, відпочинок та спорт                 | Мистецтво, культура, відпочинок та спорт                 |                                                          | 1,2%                                                     | 1,2%                                                     |
| Роздрібна торгівля та послуги                            | Роздрібна торгівля та послуги                            |                                                          | 21,7%                                                    | 21,7%                                                    |
| Гуртова торгівля, транспорт та обладнання                | Гуртова торгівля, транспорт та обладнання                |                                                          | 14,1%                                                    | 14,1%                                                    |
| Природні ресурси, сільське господарство                  | Природні ресурси, сільське господарство                  |                                                          | 6,8%                                                     | 6,8%                                                     |
| Виробництво                                              | Виробництво                                              |                                                          | 1,2%                                                     | 1,2%                                                     |

## Населені пункти
До переписної області входять місто Дофін, муніципалітети Ґілберт-Плейнс, Грандв'ю, Сент-Роуз, МакКрірі, Етельберт, індіанська резервація Ебб-енд-Флов 52, а також хутори, інші малі населені пункти та розосереджені поселення.

## Клімат
Середня річна температура становить 1,5°C, середня максимальна – 23,1°C, а середня мінімальна – -25,3°C. Середня річна кількість опадів – 517 мм.
| Клімат поселення                              | Клімат поселення | Клімат поселення | Клімат поселення | Клімат поселення | Клімат поселення | Клімат поселення | Клімат поселення | Клімат поселення | Клімат поселення | Клімат поселення | Клімат поселення | Клімат поселення | Клімат поселення |
| Показник                                      | Січ.             | Лют.             | Бер.             | Квіт.            | Трав.            | Черв.            | Лип.             | Серп.            | Вер.             | Жовт.            | Лист.            | Груд.            |                  |
| Середній максимум, °C                         | −11,92           | −7,84            | −1,02            | 8,67             | 17,02            | 22,50            | 23,08            | 21,63            | 16,29            | 9,30             | −1,06            | −10,38           |                  |
| Середня температура, °C                       | −18,58           | −14,5            | −7,7             | 2,00             | 10,34            | 15,83            | 18,39            | 16,93            | 11,59            | 4,60             | −5,77            | −15,07           |                  |
| Середній мінімум, °C                          | −25,26           | −21,2            | −14,37           | −4,67            | 3,69             | 9,15             | 13,68            | 12,22            | 6,90             | −0,1             | −10,48           | −19,77           |                  |
| Норма опадів, мм                              | 20               | 14               | 28               | 29               | 58               | 85               | 76               | 69               | 55               | 36               | 23               | 24               |                  |
| Середньомісячна швидкість вітру, м/с          | 3.60             | 3.60             | 3.80             | 4.00             | 4.20             | 3.80             | 3.40             | 3.46             | 3.80             | 4.00             | 3.80             | 3.70             |                  |
| Середньомісячна сонячна радіація, кДж/м²·день | 3889             | 7191             | 12656            | 17239            | 20254            | 21429            | 21896            | 18362            | 12566            | 7419             | 4011             | 2995             |                  |
| --------------------------------------------- | ---------------- | ---------------- | ---------------- | ---------------- | ---------------- | ---------------- | ---------------- | ---------------- | ---------------- | ---------------- | ---------------- | ---------------- | ---------------- |
| Джерело:                                      |                  |                  |                  |                  |                  |                  |                  |                  |                  |                  |                  |                  |                  |